# Oskar Baum
Oskar Baum, né le 21 janvier 1883 à Pilsen en royaume de Bohême en Autriche-Hongrie et mort le 1er mars 1941 à Prague, est un écrivain de langue allemande.

## Biographie
Oskar Baum naît avec une déficience visuelle qui provoque la perte de la vue à un œil à l'âge de huit ans. Il perd l'usage du deuxième œil à onze ans lors d'une bagarre. Il quitte alors le Gymnasium de Pilsen pour un établissement spécialisé à Vienne, la Hohe Warte qui accueille des Juifs aveugles. Il y passe l'examen de professeur de musique. Installé à Prague, il vit de leçons de piano et est également organiste. En 1922, il est critique musical du journal de langue allemande Prager Presse.

### Le cercle pragois
Baum est présenté en 1904 par Max Brod à ses amis proches. Il est un des quatre membres de ce que Max Brod appelle le « cercle pragois étroit » avec Franz Kafka et Felix Weltsch, puis, plus tard, après la mort de Kafka, Ludwig Winder. Les réunions du petit cercle d'amis se tiennent dans l'appartement de Baum.
En 1939, avec l'entrée de la Wehrmacht en Tchécoslovaquie, il tente d'émigrer en Palestine, mais ne peut le faire. Il meurt en 1941, des suites d'une opération chirurgicale. Sa femme Margaret Schnabel meurt en déportation au camp de Theresienstadt. Leur fils unique, Leo Baum, meurt le 22 juillet 1946 à Jérusalem dans l'attaque de l'hôtel King David.

## Ouvrages
- (de) 1908, Uferdasein. Abenteuer und Erzählungen aus dem Blindenleben von heute, roman, Berlin
- (de) 1909, Das Leben im Dunkeln
- (de) 1919 Die Tür ins Unmögliche, Leipzig

## Sources
- (de) Heinz Schöffler, Der jüngste Tag. Die Bücherei einer Epoche, Francfort, Verlag Heinrich Scheffler, 1970.
- (de) Hans J. Schütz, « Ein deutscher Dichter bin ich einst gewesen ». Vergessene und verkannte Autoren des 20. Jarhunderts, Munich, Verlag C. H. Beck, 1988.
- (de) Reiner Stach, Biographie d'Oskar Baum sur le site de S. fischer Verlag consacré à Kafka